# クラレンス・ブラウン
クラレンス・ブラウン（Clarence Brown、1890年5月10日 - 1987年8月17日）は、アメリカ合衆国マサチューセッツ州出身の映画監督。グレタ・ガルボ主演の作品を多く手がけた。

## 略歴
テネシー大学でエンジニアリングを学び、自動車関連の仕事をしていたが映画に興味を持つようになり、モーリス・トゥールヌールのアシスタントとなる。第一次世界大戦に従軍の後、ユニヴァーサル映画からメトロ・ゴールドウィン・メイヤーに移り、グレタ・ガルボやジョーン・クロフォード主演の作品を手がけた。アカデミー賞には6度ノミネートされたが、受賞はしなかった。

## 主な監督作品
- モヒカン族の最後The Last of the Mohicans（1920）※共同監督
- 燻ゆる情炎 Smouldering Fires（1925）
- 荒鷲 The Eagle（1925）
- 肉体と悪魔 Flesh and the Devil（1926）
- 恋多き女 A Woman of Affairs（1928）
- アンナ・クリスティ Anna Christie（1930）
- ロマンス Romance（1930）
- 自由の魂 A Free Soul（1931）
- 愛に叛く者 Emma（1932）
- 令嬢殺人事件 Letty Lynton（1932）
- 夜間飛行 Night Flight（1933）
- アンナ・カレニナ Anna Karenina（1935）
- 妻と女秘書 Wife vs. Secretary（1936）
- 豪華一代娘 The Gorgeous Hussy（1936）
- 征服 Conquest（1937）
- 雨ぞ降る The Rains Came（1939）
- 町の人気者 (映画) The Human Comedy（1943）
- ドーヴァーの白い崖 The White Cliffs of Dover（1944）
- 緑園の天使 National Velvet（1945）
- 仔鹿物語 The Yearling（1946）
- 愛の調べ Song of Love（1947）兼製作